# Драгослав Шћекић
Драгослав Дадо Шћекић (Беране, 10. јул 1977) јесте црногорски економиста и политичар српске националности који тренутно обавља функцију министра спорта и младих у Влади Црне Горе.  
Претходно је вршио функцију министра здравља, предсједника општине Беране, а био је и посланик у Скупштини Црне Горе у два мандата, од 2009. до 2012. и од 2013. до 2014. године. 

## Биографија
Драгослав Шћекић је рођен 1977. године у Иванграду, данашњим Беранима.
По струци је дипломирани економиста. Радио је у Атласмонт банци, на пословима контроле платног промета.
Посланик Скупштине Црне Горе био је у два мандата, у периоду од 2009 – 2012. године и од 2013. до краја априла 2014. године.
Предсједник је Општинског одбора Социјалистичке народне партије Беране и члан Главног и Извршног одбора Социјалистичке народне партије Црне Горе.
Функцију Предсједника општине Беране обавља од 31. марта 2014. године.
За министра спорта и младих у Влади Црне Горе изабрана је 23. јула 2024. године.
Ожењен је и има петоро дјеце.